# کوجو انترتینمنت
کوجو اینترتینمنت (انگلیسی: Kuju) شرکت سرگرمی بریتانیایی است، که در سال ۱۹۹۸ تأسیس شد.